# Lensahn
Lensahn ist eine Gemeinde im Kreis Ostholstein in Schleswig-Holstein. Die hauptamtlich verwaltete Gemeinde führt die Verwaltungsgeschäfte für das gleichnamige Amt durch, dem sie auch angehört. Brunskrug, Rosenhof, Rugenhandschen, Lensahnerhof, Johanneshof, Speckkaten, Petersdorf, Wahrendorf, Sipsdorf und Schanze liegen im Gemeindegebiet.

## Geschichte Lensahns
Die älteste Urkunde, die Lensahns Existenz beweist, stammt aus dem Jahr 1222. In ihr wird der Name „Linsane“ in einem Kaufvertrag erwähnt und „Rotbertus de Linsane“ als Zeuge genannt. Der Ortsname ist slawischen Ursprungs und bedeutet übersetzt so viel wie „Bewohner des unbebauten Neulandes“. Versuche einer Ableitung des Ortsnamens aus der niederdeutschen Sprache konnten sich nicht durchsetzen. Der alte Name „Linsane“ sollte demnach „ein mit Leinsaat bestelltes Feld“ kennzeichnen. Im Jahre 1245 war dann der Baubeginn der backsteingotischen  Dorfkirche als Gründung der Schauenburger Landesherren. Ein gewisser Eggert von Heesten wurde 1440 der erste urkundlich genannte Besitzer von Lensahn. Zehn Jahre später, im Jahre 1450, erwarb Hartwig von Buchwald das Gut Lensahn, der wiederum zehn Jahre danach von Mathias von Ratlau abgelöst wurde.
Mehrere Pestepidemien werden in den Kirchenchroniken erwähnt und auch die Hinwendung zum lutherischen Glauben wird ab 1542 bestätigt, da die Reformation in den Herzogtümern Lensahn insgesamt 36 Hufe (zusammen mit Wendisch-Lensahn und Beschendorf) bescheinigt.

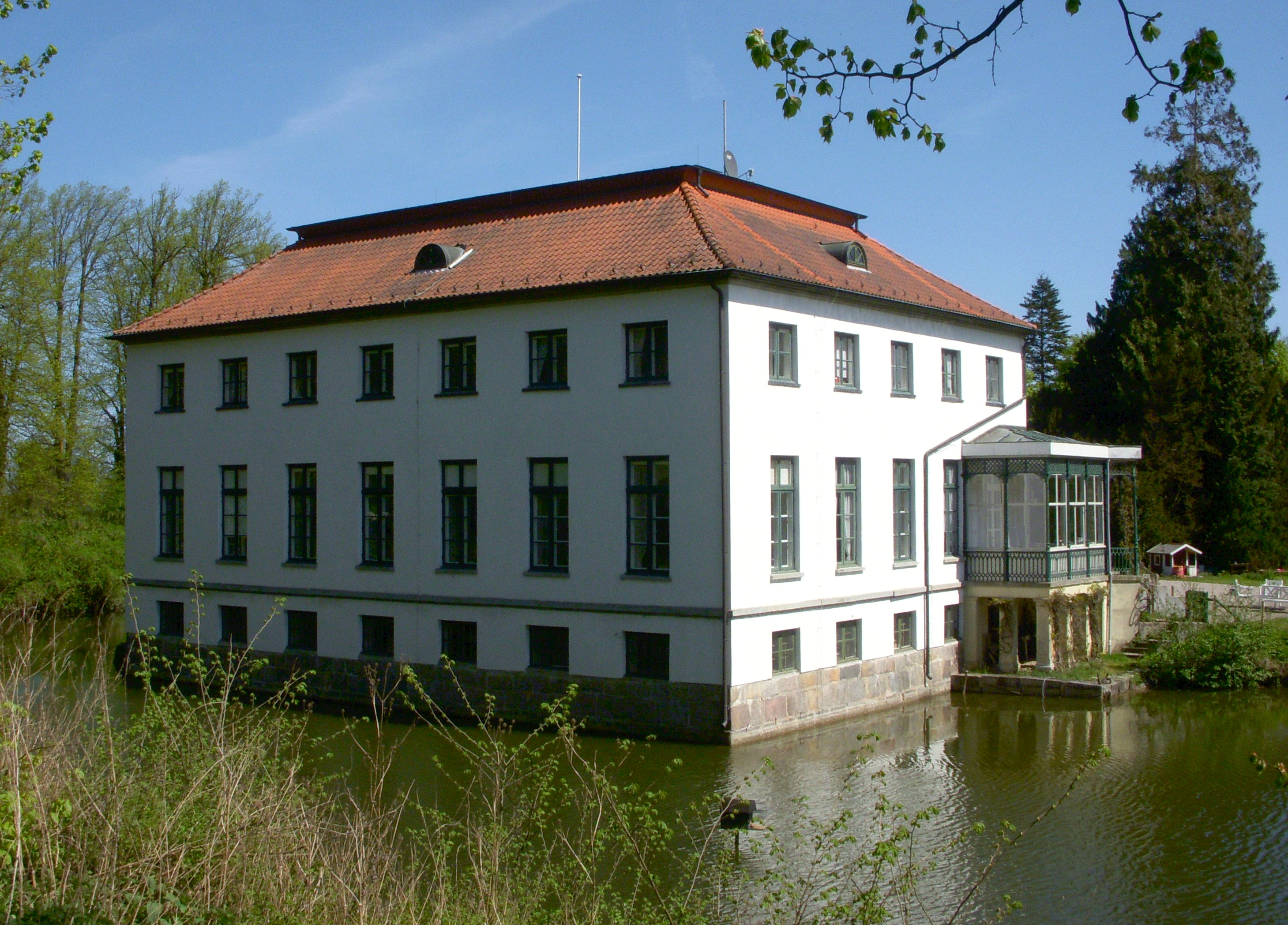
Gut Petersdorf

Das Gut Petersdorf liegt nördlich der Gemeinde Lensahn. Petersdorf ging in der ersten Hälfte des 16. Jahrhunderts durch eine Erbteilung aus dem heute nicht mehr existenten Gut Gneningen hervor. Das Herrenhaus bekam unter Freiherr Hans Detlef von Hammerstein sein jetziges Aussehen. Heute ist das Gut ein reiner Ackerbaubetrieb, wo unter anderem Raps, Weizen und Wintergerste angebaut werden. Die Gesamtanlage steht unter Denkmalschutz.

### Dreißigjähriger Krieg
Im Jahre 1622 wurde die Glocke „Petrus“ gegossen – sie läutet heute noch im Turm der Kirche. Kaiserliche Truppen unter Tilly plünderten und verwüsteten 1628 Lensahn, das 1633 mit Detlef Ratlow zu Lensahn abermals einen neuen Besitzer erhielt. Noch einmal wurde Lensahn 1643 durch eine schwedische Besatzung heimgesucht.

### 18. Jahrhundert
Eine Einquartierung während des Großen Nordischen Krieges (1700–1721) hatte für das nunmehr kleine Dorf keine negativen Folgen.

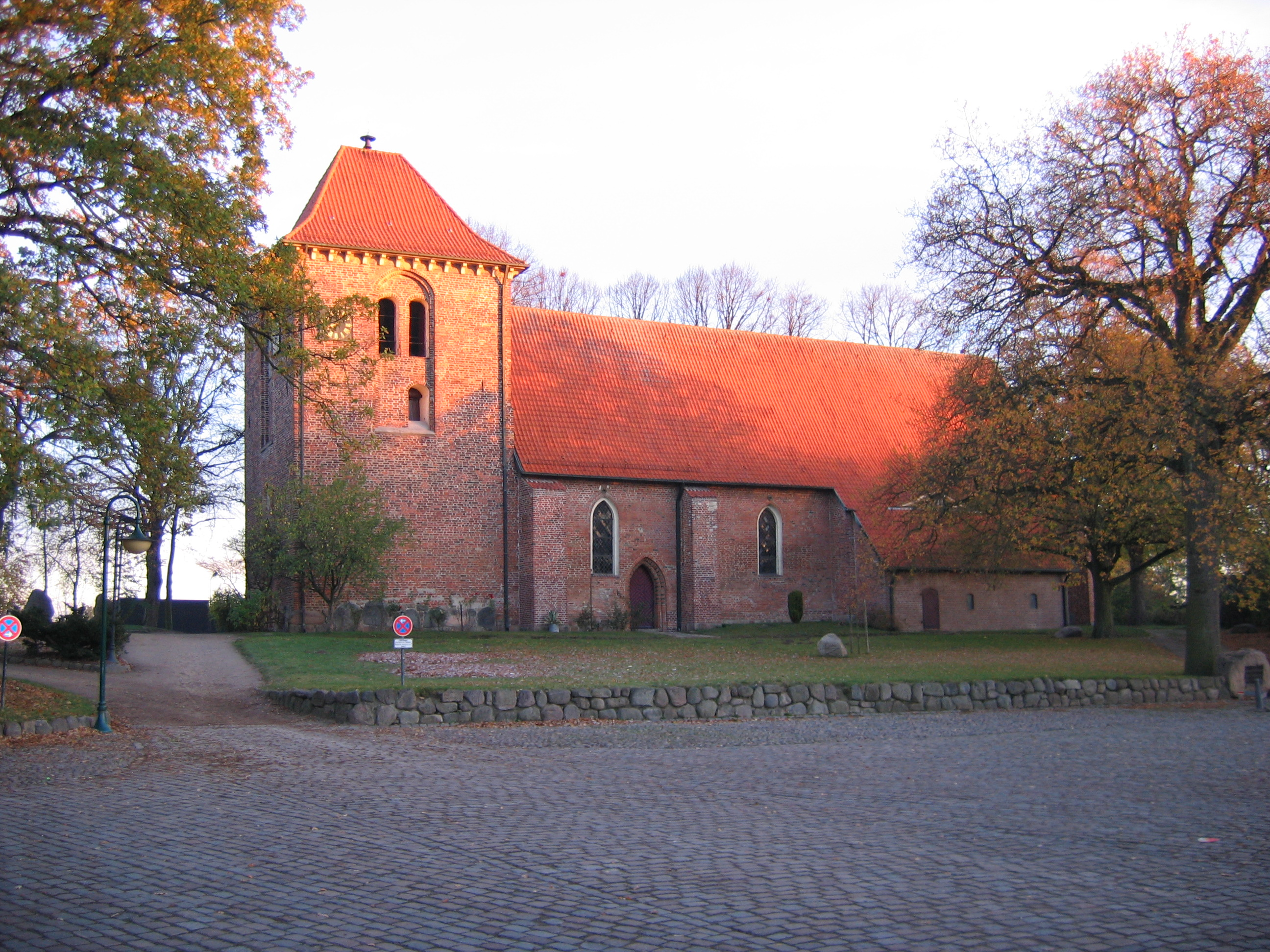
St. Katharinen

Der 1760 amtierende Pastor Hartmann machte Lensahn zum holsteinischen Heiratsparadies und warb gleichzeitig für die Einführung der Kartoffel. 1769 gingen Koselau, Sebent, Lübbersdorf, Kuhof, Kremsdorf, Bollbrügge, Sütel und Sievershagen in den Besitz der großherzoglichen Familie über (sogenannte „jüngere Fideikommißgüter“). 1795 ließ Herzog Peter Friedrich Ludwig Arbeits- und Industrieschulen (Handarbeitsunterricht für die weibliche Jugend) in Lensahn und Beschendorf gründen. Zur Vorbereitung auf die Entlassung aus der Leibeigenschaft wurde in praktischen Fertigkeiten wie Spinnen, Stricken, Stopfen, Nähen etc. unterrichtet.
Mit dem Ende der Leibeigenschaft in Lensahn gründete Pastor Petersen im Jahre 1798 eine Ökonomische Lesegesellschaft (also einen Verein zur Beschaffung landwirtschaftlicher Fachliteratur). Die Hufner wurden Zeitpächter und erhielten Pachtverträge, die alle Rechte und Pflichten genau regelten.

### 19. Jahrhundert
Im Jahre 1828 erfolgte die Gründung des Wagrischen Landwirtschaftlichen Vereins in Lensahn, daraus wurde dann 1834 der Schleswig-Holsteinische Landwirtschaftliche Generalverein. Außerdem wurde von 1832 bis 1848 der Bau der Chaussee von Eutin nach Lensahn vorangetrieben. In den Revolutionsjahren 1848/1849 erhob sich Schleswig-Holstein gegen die dänische Regierung, in Lensahn wurde eine Kampfgenossenschaft gebildet. Doch erst nach dem Deutschen Krieg 1867 wurden die Herzogtümer Schleswig und Holstein in das Königreich Preußen eingegliedert. Die Einführung der allgemeinen preußischen Wehrpflicht von drei Jahren führte zur verstärkten Auswanderung in die USA. 1890 erfolgte die Gründung der Freiwilligen Feuerwehr Lensahn.

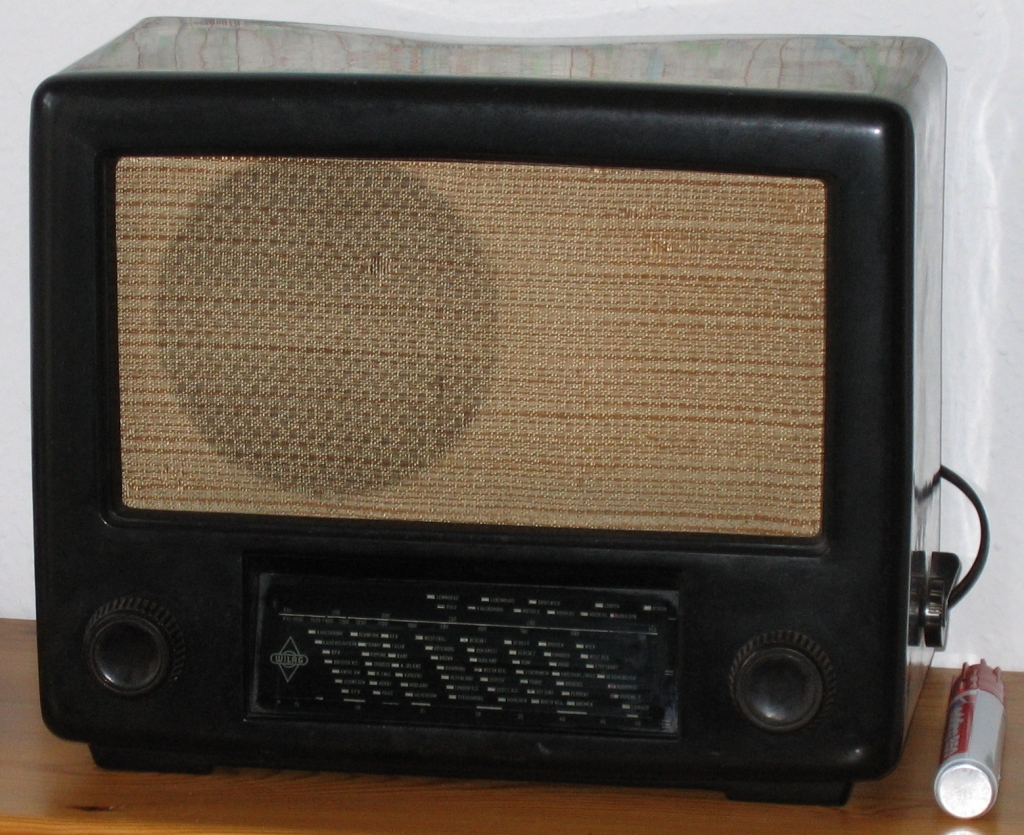
WILAG, Standard Super von 1948, Bakelitgehäuse

### 20. Jahrhundert

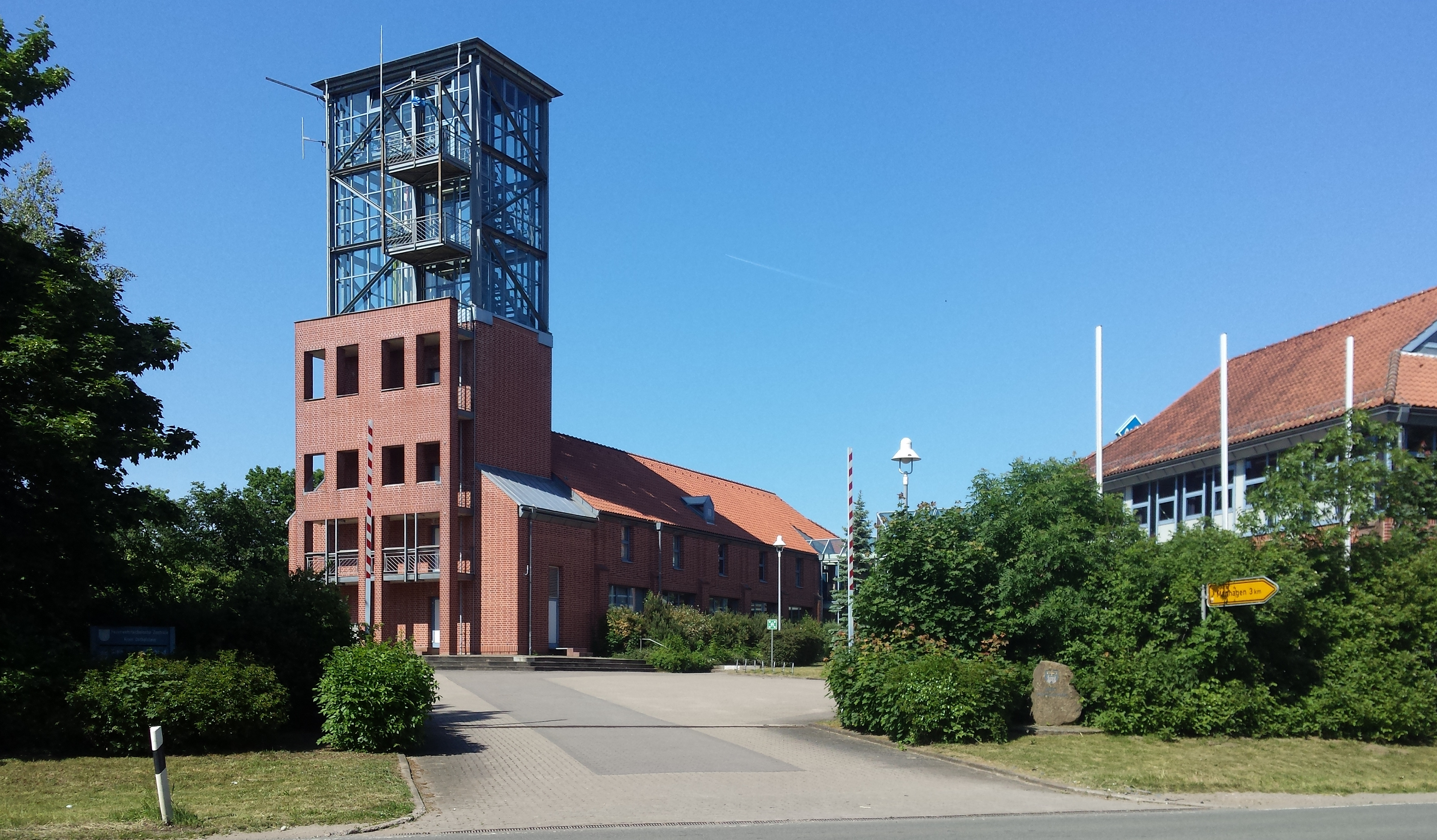
Feuerwehrtechnische Zentrale des Kreisfeuerwehrverbandes Ostholstein in Lensahn

Während des Kapp-Putsches im März 1920 bildete sich in Lensahn für wenige Tage eine Kommandantur der Putschisten.
Der Turn- und Sport-Verein TSV Lensahn von 1924 e. V. wurde 1924 gegründet. 1940 fand seine vorerst letzte Jahreshauptversammlung statt.
In Lensahn (mit Damlos) gab es ab dem 25. August 1928 eine NSDAP-Ortsgruppe. Während des Zweiten Weltkrieges errichtete der NS-Staat  1943 in Lensahn ein „Entbindungsheim“ für sowjetische Zwangsarbeiterinnen aus Ostpolen und der Ukraine, das „Kinderheim-Ost“. Viele der Neugeborenen starben. Ein nach dem Krieg errichteter kleiner Gedenkstein auf dem Friedhof von Lensahn dokumentiert den Tod von 29 sowjetischen und polnischen Kindern.
Zum Kriegsende zog ein endloser Flüchtlingsstrom und Reste der geschlagenen Wehrmacht 1945 durch  Lensahn, einige von ihnen blieben auch gleich da.
Im Jahre 1945 wurden die Lensahner Reichsgetreidehalle und die angrenzende Rübenschnitzelfabrik Ausweichstelle der GEMA (Nachrichtenmittelversuchskommando Kiel/Pelzerhaken, GEMA-Werke Berlin) Ende Mai als Rüstungsbetrieb aufgelöst. Im Juni 1945 wurden die Mechanischen Werkstätten Lensahn (MWL) gegründet, danach die Willisen-Apparatebau Gesellschaft (WILAG) als Nachfolgefirmen (unter anderem Herstellung von Radios, ab 1946 in Gebäuden am Grünen Hirsch).
Im Jahre 1946 erfolgte die Neugründung des TSV Lensahn von 1924 e. V. nach dem Zweiten Weltkrieg.
Nach dem Konkurs der WILAG 1949 übernahm die Greiling-Zigarettenfabrik das im Bau befindliche Fabrikgebäude der WILAG und stellte am Grünen Hirsch Zigaretten her. Es folgte eine Strumpfhosenfabrikation von Opal am selben Ort, danach begann Transcodan, heute Codan Medizinische Geräte, mit der Fertigung und dem Vertrieb von medizinischen Einmal-Übertragungssystemen am Grünen Hirsch.
Im Jahre 1949 wurde der Tennisclub Blau-Gold Lensahn gegründet.
Am 1. September 1952 nahm der Kreisfeuerwehrverband Ostholstein die Feuerwehrtechnische Zentrale in Betrieb.

## Politik

### Gemeindevertretung
| Gemeindewahl Lensahn 2023Wahlbeteiligung: 43,9 % 403020100 38,3 %25,3 %22,8 %13,5 %n. k. % CDUFWVSPDGrüneFDPGewinne und Verlusteim Vergleich zu 2018 %p 10 8 6 4 2 0 −2 −4 −6 −8+1,9 %p+9,2 %p−5,5 %p+1,4 %p−7,1 %pCDUFWVSPDGrüneFDP | Sitzverteilung in der Gemeindevertretung Lensahn seit 2023Insgesamt 20 Sitze - SPD: 4 - Grüne: 3 - FWV: 5 - CDU: 8 |

Bürgervorsteher ist Rolf Schröder (FDP).

### Bürgermeister
Bürgermeister ist Michael Robien (parteilos).

### Wappen
Blasonierung: „Geteilt und halb gespalten. Oben in Blau ein goldenes Damwildgeweih auf dem Schädelknochen, unten rechts in Rot eine goldene Ähre, links die beiden Oldenburger Balken rot in Gold.“
Das Lensahner Wappen wurde erst 1950 genehmigt. Während die goldene Ähre den früher vorwiegend landwirtschaftlichen Charakter der Gemeinde andeutet, bezieht sich das Damwildgeweih auf die früher bedeutenden Damwild-Bestände im Lensahner Umkreis. Da Lensahn über mehrere Jahrhunderte Bestandteil der gottorfischen und später oldenburgischen Fideikommissgüter war, wurden zur Erinnerung daran die roten Querbalken in Gold aus dem Oldenburger Schild entnommen.

## Wirtschaft
- Lensahn ist Sitz des deutschen Medizinbedarfsunternehmens Codan Medizinische Geräte.
- Lensahn war der Sitz des deutschen Medizinunternehmens Gynemed, einem der führenden Unternehmen in der Reproduktionsmedizin.
- Die VR Bank Ostholstein Nord – Plön eG ist mit ihrem Verwaltungszentrum in Lensahn vertreten.

## Landwirtschaftsmuseum Museumshof Lensahn
Historische Landwirtschaft und altes Handwerk sind die Schwerpunkte des Museums. Das Hauptgebäude beherbergt alte Geräte der Hauswirtschaft und Werkzeuge. In der Maschinenhalle und der Feldscheune sind landwirtschaftliche Geräte (1850–1960) wie Trecker, Mähdrescher und Feldbearbeitungsgeräte zu besichtigen. Auf dem Hofplatz befinden sich ein Brunnen aus dem Jahr 1797 sowie Geräte zum Ausprobieren, beispielsweise Schleifsteine, Mahlsteine, ein Balken zum Durchbohren mit Muskelkraft. Heimische Haustiere lassen sich streicheln. Es werden alle Getreidesorten und auch Tabak, Senf und Hanf angebaut. Bauerngarten und Kräuterspirale laden zum Staunen ein. Der Naturlehrpfad mit über 362 verschiedenen Arten von Waldbäumen, Büschen und 236 verschiedenen alten Obstbaumsorten (alle im Hochstamm) auf 2,4 km Länge führt unter anderem zu Teichbiotopen, zum Steingeschiebegarten und dem Duft- und Färbergarten.

## Verkehr
Lensahn liegt an der Bundesautobahn 1 und verfügt über eine Anschlussstelle. Über die Landstraße 57 besteht eine Verbindung nach Schönwalde am Bungsberg. Über die Landstraße 58 ist die Bundesstraße 501 und damit die Gemeinde Grömitz angebunden.
In der Gemeinde liegt der Bahnhof Lensahn. Bis zur Schließung der Bahnstrecke Lübeck–Puttgarden nördlich von Neustadt im August 2022 verkehrte die Linie RB 85 in Richtung Lübeck und Puttgarden. Seitdem gibt es alternativ eine Expressbusverbindung nach Lübeck und Fehmarn. Als Anbindung der Festen Fehmarnbeltquerung ist eine neue Strecke in Bau, die bei Lensahn entlang der Autobahn verläuft. Dort soll auch ein neuer Bahnhof errichtet werden.
| Linie | Zuglauf                                                                                        | KBS    | Takt                 |
| ----- | ---------------------------------------------------------------------------------------------- | ------ | -------------------- |
| X 85  | Lübeck – Haffkrug – Sierksdorf – Lensahn – Oldenburg – Großenbrode – Fehmarn-Burg – Puttgarden | [ 16 ] | Buslinie – stündlich |

Außerdem besteht eine Busverbindung in den Ortskern.

## Sport
In Lensahn befinden sich ein Freibad, ein Freiluftstadion, ein Fußballplatz, eine Tennisanlage und eine Großsporthalle.
Der örtliche Sportverein TSV Lensahn von 1924 e. V. ist in den Sparten Fußball, Handball, Fitness, Athletik, Turnen, Karate, Tischtennis, Badminton, Volleyball, Tanzsport und Nordic Walking aktiv.
Im Tennisclub Blau-Gold Lensahn kann Tennis gespielt werden.
In und um Lensahn bestehen mehrere Möglichkeiten zum Reiten.
Lensahn ist Austragungsort eines Ultratriathlon-Wettbewerbes. 1998, 2000, 2003, 2007, 2010 und 2014 fand in dessen Rahmen die Weltmeisterschaft der International Ultratriathlon Association (IUTA) über die Dreifach-Langdistanz statt, 2001 die Europameisterschaft.

## Persönlichkeiten

### In Lensahn geboren
- Heinrich Mölling (1825–1888), deutscher Politiker, Oberbürgermeister von Kiel
- Anton Günther Herzog von Oldenburg (1923–2014)
- Dorothea Maetzel-Johannsen (1886–1930), Malerin

### Mit Lensahn verbunden
- Julius Stinde (1841–1905), deutscher Journalist und Schriftsteller; verbrachte einen Teil seiner Kindheit in Lensahn
- Hans-Karl Freiherr von Willisen (1906–1966), Inhaber der Firmen GEMA, MWL und WILAG in Lensahn
- Josias von Qualen, † 1586 in Gottorf. Als Erbherr von Koselau wurde er in der Kirche von Lensahn beigesetzt.